# 迪科拉
迪科拉（Decorah）是美国艾奥瓦州温纳希克县的城市，是温纳希克县的县城。2010年人口普查时人口为8,127人。 迪科拉位于爱荷华9号高速公路和52号美国国道的交汇处，是温纳希克县最大的社区。